# Acleisanthes anisophylla
Acleisanthes anisophylla är en underblomsväxtart som beskrevs av Asa Gray. Acleisanthes anisophylla ingår i släktet Acleisanthes och familjen underblomsväxter. Inga underarter finns listade i Catalogue of Life.